# Hajariya
Hajariya (en népalais : हजरीया) est un comité de développement villageois du Népal situé dans le district de Sarlahi. Au recensement de 2011, il comptait 16 336 habitants.